# Municipio de Jefferson (condado de Jay)
El municipio de Jefferson (en inglés: Jefferson Township) es un municipio ubicado en el condado de Jay en el estado estadounidense de Indiana. En el año 2010 tenía una población de 770 habitantes y una densidad poblacional de 8,46 personas por km².

## Geografía
El municipio de Jefferson se encuentra ubicado en las coordenadas 40°21′1″N 85°4′28″O / 40.35028, -85.07444. Según la Oficina del Censo de los Estados Unidos, el municipio tiene una superficie total de 91.07 km², de la cual 90,99 km² corresponden a tierra firme y (0,09 %) 0,08 km² es agua.

## Demografía
Según el censo de 2010, había 770 personas residiendo en el municipio de Jefferson. La densidad de población era de 8,46 hab./km². De los 770 habitantes, el municipio de Jefferson estaba compuesto por el 98,57 % blancos, el 0,26 % eran afroamericanos, el 0,26 % eran amerindios, el 0,26 % eran asiáticos, el 0,26 % eran de otras razas y el 0,39 % eran de una mezcla de razas. Del total de la población el 0,78 % eran hispanos o latinos de cualquier raza.